# Les Plaisirs de Versailles
 (avril 2021).
La mise en forme du texte ne suit pas les recommandations de Wikipédia : il faut le « wikifier ».
Les points d'amélioration suivants sont les cas les plus fréquents :
- Les titres sont pré-formatés par le logiciel. Ils ne sont ni en capitales, ni en gras.
- Le texte ne doit pas être écrit en capitales (les noms de famille non plus), ni en gras, ni en italique, ni en « petit »…
- Le gras n'est utilisé que pour surligner le titre de l'article dans l'introduction, une seule fois.
- L'italique est rarement utilisé : mots en langue étrangère, titres d'œuvres, noms de bateaux, etc.
- Les citations ne sont pas en italique mais en corps de texte normal. Elles sont entourées par des guillemets français : « et ».
- Les listes à puces sont à éviter, des paragraphes rédigés étant largement préférés. Les tableaux sont à réserver à la présentation de données structurées (résultats, etc.).
- Les appels de note de bas de page (petits chiffres en exposant, introduits par l'outil «  Source ») sont à placer entre la fin de phrase et le point final[comme ça].
- Les liens internes (vers d'autres articles de Wikipédia) sont à choisir avec parcimonie. Créez des liens vers des articles approfondissant le sujet. Les termes génériques sans rapport avec le sujet sont à éviter, ainsi que les répétitions de liens vers un même terme.
- Les liens externes sont à placer uniquement dans une section « Liens externes », à la fin de l'article. Ces liens sont à choisir avec parcimonie suivant les règles définies. Si un lien sert de source à l'article, son insertion dans le texte est à faire par les notes de bas de page.
- La présentation des références doit suivre les conventions bibliographiques. Il est recommandé d'utiliser les modèles {{Ouvrage}}, {{Chapitre}}, {{Article}}, {{Lien web}} et/ou {{Bibliographie}}. Le mode d'édition visuel peut mettre en forme automatiquement les références.
- Insérer une infobox (cadre d'informations à droite) n'est pas obligatoire pour parachever la mise en page.

Pour une aide détaillée, merci de consulter Aide:Wikification.
Si vous pensez que ces points ont été résolus, vous pouvez retirer ce bandeau et améliorer la mise en forme d'un autre article.

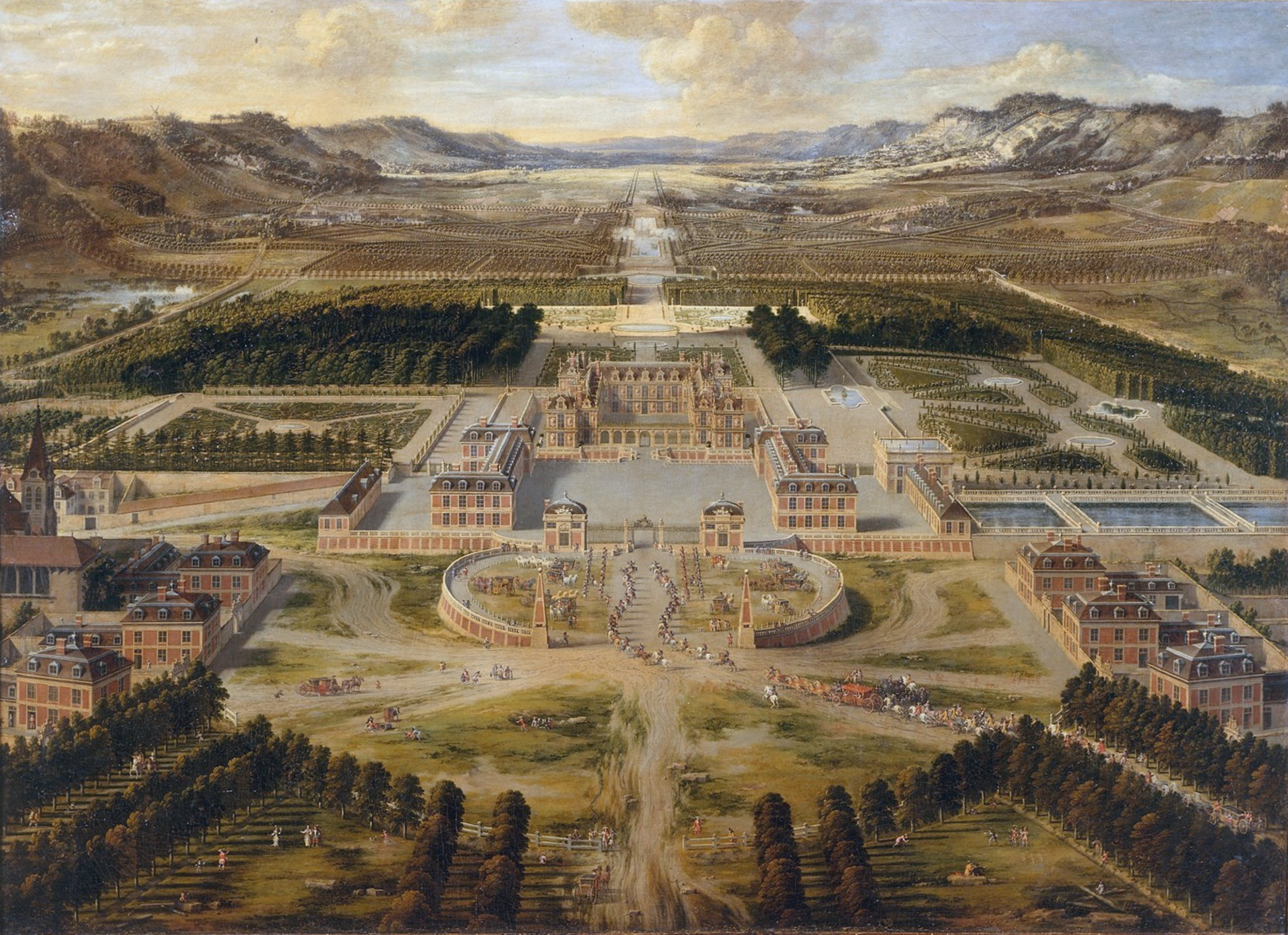
Le château de Versailles en 1668

Les Plaisirs de Versailles est un court opéra composé par Marc-Antoine Charpentier numéroté H.480 au catalogue Hitchcock. Il est à l'origine composé pour l'inauguration des "appartements du roi" - des fêtes donnés à Versailles par Louis XIV en 1682. Charpentier tient alors le poste glorieux de compositeur du Dauphin (fils de Louis XIV).  

## Rôles
Les solistes incarnent tous un divertissement :
- La Conversation - mezzo soprano
- Le Jeu - haute-contre
- Comus - baryton
- La Musique - soprano
- Un Plaisir - ténor

## Synopsis

### Scène I
La Musique se réjouit de son pouvoir sur les hommes, et d’être chérie du « plus fameux de tous les conquérants".

### Scène II
La Musique est sans cesse interrompue dans son chant par La Conversation. La Musique demande à La Conversation de se taire sinon elle s'arrêtera de chanter. La Conversation accepte mais ne peut se retenir de parler. La Musique quitte donc la scène.

### Scène III
Comus est appelé pour régler le différend. Il propose à La Musique et à La Conversation des victuailles (Chocolat, tartes, confitures, vin...). Il finit par leur proposer de jouer aux cartes avec le Dieu du Jeu.

### Scène IV
Le Jeu leur propose de nombreux divertissement (échecs, dames, billard...) , mais la Musique les refuse préférant chanter, et la Conversation ne veut s'arrêter de boire du chocolat. Pendant que celle-ci se régale, la Musique chante les louanges du Roi. Le différend reprend, mais la Musique et la Conversation finissent par se réconcilier, au grand soulagement du Chœur  et des Plaisirs, qui sont d'accord sur la chance qu'elles ont de “délasser” le "grand Roi" de ses “travaux guerriers”.

## Représentations
- 1988 - Opéra Royal de Versailles (14, 15, et 16 juin), mise en scène de Philippe Lenael, Musiciens et Quator Vocal de l'Ensemble Dell' Anima Eterna, direction Jos Van Immerseel.
- 2004 - Opéra Royal de Versailles  (octobre), Les Folies Françoises, direction Patrick Cohen-Akenine, mise en espace Olivier Simonet.
- 2016 - Boston Early Music Festival (novembre), puis tournée en Amérique du Nord,  Vocal & Chamber Ensembles, mise en scène Gilbert Blin, direction Paul O'Dette  et Stephen Stubbs.

## Discographie
- Les Plaisirs de Versailles H.480 (avec Les Stances du Cid H.457- H.459 et Amor vince ogni cosa H.492) Sophie Daneman, Katalin Karolyi, Steve Dugardin, Jean-François Gardeil, François Piolino, Patricia Petibon, Monique Zanetti, Fernand Bernadi, Les Arts Florissants dirigé par William Christie, CD (Erato, 1996). Diapason d'or
- Les Plaisirs de Versailles H.480, Idylle sur le retour de la santé du Roi H.489, Sonate à 8 H.548, Les Folies Françoises, Patrick Cohen-Akenine. Directeur, Olivier Simonet, DVD Armide Classics / Vox Lucida ARM 003, 2004.
- Les Plaisirs de Versailles H.480 (avec Les Arts Florissants H.487), Teresa Wakim, Jesse Blumberg, Virginia Warnken, Boston  Early Music Festival Vocal & Chamber Ensembles, Paul O’Dette, Stephen Stubbs, CD (CPO, 2019).

## Sources
- Les Plaisirs de Versailles
- Opéra Baroque, Les plaisirs de Versailles
- (en) Wikipedia.en, Les plaisirs de Versailles